# 基迪斯維爾 (馬里蘭州)
基迪斯維爾（英語：Keedysville）是一個位於美國馬里蘭州華盛頓縣的市鎮。

## 人口
根據2020年美國人口普查的數據，基迪斯維爾的面積為2.35平方千米，當中陸地面積為2.35平方千米，而水域面積為0.00平方千米。當地共有人口1213人，而人口密度為每平方千米516人。